# Vânju Mare
Vânju Mare é uma cidade da Romênia com 7.074 habitantes, localizada no judeţ (distrito) de Mehedinţi.